# Marțian Căluțiu
Marțian Căluțiu (n. 26 februarie 1883, Târgu-Mureș – d. 8 iulie 1940, Cluj) a fost un deputat în Marea Adunare Națională de la Alba Iulia, organismul legislativ reprezentativ al „tuturor românilor din Transilvania, Banat și Țara Ungurească”, cel care a adoptat hotărârea privind Unirea Transilvaniei cu România, la 1 decembrie 1918.:p. 77

## Biografie
Născut în orașul Târgu-Mureș în anul 1883, a urmat studiile la Facultatea de Drept și Științe Politice la Budapesta după care va funcționa ca avocat în Târnăveni. Devine membru ordinar al Despărțământului Târnăveni al Astrei și comandant al Gărzii Naționale Române din comitatul Târnava Mică. A fost adjutant al comandantului Legiunii Române din Alba Iulia. După anul 1918 este prefect al județului Târnava Mică (1919-1920). Se bucură și de poziția de membru în cadrul P.N.R. iar mai apoi ca membru al Partidului Poporului iar în scurt timp ajunge să dețină prefectura jud. Cluj (1926-1927). Decedează la Cluj în iunie 1940.

## Activitatea politică
A fost ales ca delegat al Gărzii Naționale Române din comitatul Târnava Mică, la Marea Adunare Națională de la Alba Iulia de la 1 decembrie 1918.:p. 249

## Decorații
Marțian Căluțiu a fost ecorat cu ordinul Ferdinand I în grad de ofițer.:p. 249